# Rombach-le-Franc
Rombach-le-Franc (Duits: Deutsch-Rumbach) is een gemeente in het Franse departement Haut-Rhin (regio Grand Est) en telt 820 inwoners (1999). De plaats maakt deel uit van het arrondissement Colmar-Ribeauvillé.

## Geografie
De oppervlakte van Rombach-le-Franc bedraagt 17,8 km², de bevolkingsdichtheid is 46,1 inwoners per km².
De onderstaande kaart toont de ligging van Rombach-le-Franc met de belangrijkste infrastructuur en aangrenzende gemeenten.

## Demografie
Onderstaande figuur toont het verloop van het inwonertal (bron: INSEE-tellingen).